# Mastobunus
Genre
Mastobunus est un genre d'opilions eupnois de la famille des Sclerosomatidae.

## Distribution
Les espèces de ce genre se rencontrent en Europe et en Afrique du Nord.

## Liste des espèces
Selon World Catalogue of Opiliones (18/05/2021) :
- Mastobunus ignotus Perera, 1990
- Mastobunus tuberculifer (Lucas, 1846)

## Publication originale
- Simon, 1879 : « Les Ordres des Chernetes, Scorpiones et Opiliones. » Les Arachnides de France, vol. 7, p. 1-332.